# Gouviães e Ucanha
Gouviães e Ucanha (oficialmente: União das Freguesias de Gouviães e Ucanha)  é uma freguesia portuguesa do município de Tarouca, com 8,94 km² de área e 698 habitantes (censo de 2021). A sua densidade populacional é 78,1 hab./km².

## História
Foi criada aquando da reorganização administrativa de 2012/2013, resultando da agregação das antigas freguesias de Gouviães e Ucanha.

## Demografia
A população registada nos censos foi:
| Distribuição da População por Grupos Etários | Distribuição da População por Grupos Etários | Distribuição da População por Grupos Etários | Distribuição da População por Grupos Etários | Distribuição da População por Grupos Etários | Distribuição da População por Grupos Etários |
| -------------------------------------------- | -------------------------------------------- | -------------------------------------------- | -------------------------------------------- | -------------------------------------------- | -------------------------------------------- |
| Antes da agregação                           |                                              |                                              |                                              |                                              |                                              |
| Ano                                          | 0-14 anos                                    | 15-24 anos                                   | 25-64 anos                                   | >= 65 anos                                   | Total                                        |
| 2001                                         | 147                                          | 154                                          | 396                                          | 207                                          | 904                                          |
| 2011                                         | 114                                          | 101                                          | 407                                          | 195                                          | 817                                          |
| Após a agregação                             |                                              |                                              |                                              |                                              |                                              |
| Ano                                          | 0-14 anos                                    | 15-24 anos                                   | 25-64 anos                                   | >= 65 anos                                   | Total                                        |
| 2021                                         | 54                                           | 68                                           | 337                                          | 239                                          | 698                                          |